# Фунабаси
Фунаба́си (яп. 船橋市 Фунабаси-си) — Центральный город, находящийся в префектуре Тиба. Площадь города составляет 85,64 км², население — 618 879 человек (1 августа 2014), плотность населения — 7226,52 чел./км².

## Географическое положение
Город расположен на острове Хонсю в префектуре Тиба региона Канто. С ним граничат города Итикава, Нарасино, Сирои, Ятиё.

## Население
Население города составляет 618 879 человек (1 августа 2014), а плотность — 7226,52 чел./км². Изменение численности населения с 1980 по 2005 годы:
| 1980 | 479 439 чел. |  |
| 1985 | 506 966 чел. |  |
| 1990 | 533 270 чел. |  |
| 1995 | 540 817 чел. |  |
| 2000 | 550 074 чел. |  |
| 2005 | 569 835 чел. |  |

## Символика
Деревом города считается камелия сасанква, цветком — подсолнечник однолетний.

## Транспорт
- Кокудо 16